# Topolovo (distrikt i Bulgarien, Plovdiv)
Topolovo (bulgariska: Тополово) är ett distrikt i Bulgarien.   Det ligger i kommunen Obsjtina Asenovgrad och regionen Plovdiv, i den centrala delen av landet, 160 km sydost om huvudstaden Sofia.
I omgivningarna runt Topolovo växer i huvudsak lövfällande lövskog. Runt Topolovo är det ganska tätbefolkat, med 104 invånare per kvadratkilometer.